# Vergleichende Politikwissenschaft
Die Vergleichende Politikwissenschaft ist ein Teilgebiet der Politikwissenschaft, in dessen Zentrum der Forschung unter anderem der (oftmals auch länderübergreifende) Vergleich von Staats-, Regierungs- und Herrschaftsformen sowie politischer Strukturen und Prozesse stehen. Dies geschieht beispielsweise bei der Untersuchung von Zusammenhängen zwischen institutionellen Strukturen und staatlichem Handeln. Der Inhaltsbereich des Fachs geht über den üblichen Rahmen dessen, was als „Vergleichende Regierungslehre“ (englisch comparative government) bezeichnet wird, hinaus.
Während sich früher die vergleichenden Analysen in der Politikwissenschaft vornehmlich auf politische Institutionen, Prozesse und Inhalte beschränkten, dehnten sich die Analysen seit den 1960er-Jahren unter dem Eindruck der Systemtheorie auf politische Systeme in ihrer Gesamtheit aus. Seitdem schließen die Analysen der Vergleichenden Politikwissenschaft ebenso Faktoren ein, die organisierte Interessen, die politische Kultur sowie die Wirtschaft betreffen. Als bedeutsame Forschungsfelder der vergleichenden Politikwissenschaft gelten ferner Regierungssysteme, Wahlsysteme und Parteiensysteme. Ebenso werden die Repräsentations- und Parlamentarismusforschung wie auch die Systemtransformationsforschung als Facetten der Vergleichenden Politikwissenschaft aufgefasst. Ein spezielles Teilgebiet stellt zudem die vergleichende Konfliktforschung dar.

## Begriffsbestimmung
Die seit den 1980er Jahren verwendete Bezeichnung „Vergleichende Politikwissenschaft“ setzte sich – in Konkurrenz zum älteren, engeren Begriff „Vergleichende Regierungslehre“ – um die Wende zum 21. Jahrhundert immer stärker durch. Seitdem gilt der Ausdruck „Vergleichende Regierungslehre“ zum Teil als veraltet. Andere Autoren, die zwar anerkennen, dass der Stellenwert der Vergleichenden Regierungslehre innerhalb der Gesamtdisziplin der Politikwissenschaft deutlich abgenommen habe, halten ihn für spezielle Analysen, die beispielsweise (die zum Untersuchungsbereich der Vergleichenden Politikwissenschaft gehörenden) Politikfeldanalysen bewusst nicht mit einschließen, für die treffendere Bezeichnung.
Davor gab es verschiedene andere Vorschläge, die sich – unterschiedlich abgegrenzt – mit derselben Thematik auseinandersetzten. Begriffe, die auch in Buchtiteln verwendet wurden, wie 1971 die Bezeichnung „Vergleichende Analyse politischer Systeme“ und 1980 „Vergleichende politische Systemforschung“, konnten sich allgemein nicht durchsetzen. Bei den zuletzt genannten Formulierungen handelte es sich um Versuche, den englischen Fachausdruck comparative politics zu übersetzen und entsprechend dem im angelsächsischen Sprachraum üblichen Begriffsinhalt in Deutschland zu thematisieren. Entstanden ist das Feld der comparative politics durch weitaus verbesserte Möglichkeiten für den Forscher, an Daten zu gelangen. Das gilt vor allem für Vergleichsdaten, die von Regierungen, statistischen Behörden und verschiedenen Organisationen gesammelt und publiziert werden.
Einher ging diese Begriffssuche mit einer starken Ausdehnung des Gegenstandsbereichs der vergleichenden politikwissenschaftlichen Forschung, der über dem üblichen Rahmen der „Vergleichenden Regierungslehre“ (politische Institutionen, Prozesse und Inhalte) stand. Ein spezielles Teilgebiet stellt zudem die vergleichende Konfliktforschung dar. So kommt es auch verstärkt zu Ausdifferenzierungen wie der vergleichenden politischen Kulturforschung oder der vergleichenden Policy-Analyse.

## Entwicklung und Stellenwert
Zurückzuführen ist die vergleichende Politikwissenschaft auf eine komparatistische Tradition, die bis in die griechische Antike, speziell auf die Autoren Thukydides und Aristoteles zurückweist. Seitdem wurde der Vergleich von politischen Verhältnissen von zahlreichen politischen Philosophen und Wissenschaftlern bis in die Gegenwart durchgeführt. Durch die kritische Überprüfung der eigenen politischen Verhältnisse am Beispiel anderer, wird ein Beitrag des Forschers geleistet, die eigene Subjektivität und Ethnozentriertheit zu überwinden. Ziel derartiger Untersuchungen ist es, Erkenntnisse zu gewinnen, mit denen allgemein gültige Aussagen formuliert werden können.
Seit den 1970er Jahren gewann die Auseinandersetzung mit speziellen Methoden der Vergleichenden Politikwissenschaft an Bedeutung. Insbesondere die Planung vergleichender Analysedesigns und die systematische Fallauswahl rückten dabei stärker ins Blickfeld. Mit der Verfügbarkeit IT-basierter Datensammlung und Auswertung gewannen auch statistische Verfahren an Bedeutung. Quantitative Verfahren gingen einher mit einer stärkerer Ausdifferenziertheit. Die Bildung von Indexen aus einer spezifischen Kombination von Daten und Mehrebenenanalysen sind wissenschaftler Standard. Großangelegte Projekte wie die Datenbank von Freedom House stellen Daten zu politikwissenschaftlichen Fragen im Ländervergleich frei zur Verfügung.

## Methodik
Die Vergleichende Politikwissenschaft stellt die einzige Disziplin der Politikwissenschaften dar, die ihre eigene Methodik, die sogenannte "Vergleichende Methode" besitzt. Bei der Vergleichenden Methode handelt es sich laut Collier um die systematische Analyse einer kleinen Anzahl an Fällen, auch 'small N' bezeichnet. Die bei jener Methode Anwendung findenden Formen der Fallauswahl stützen sich auf die von John Stuart Mill konzipierten Methoden der Differenz/Übereinstimmung. Das sogenannte Most-Similar-Systems-Design (MSSD) entspricht Mill's Methode der Differenz. Dabei werden die zu vergleichenden Fälle so ausgewählt, dass sie sich in beinahe sämtlichen Aspekten gleichen oder ähneln und sich nur in einem Faktor unterscheiden. Daher muss jener Faktor auch die Ursache des zu untersuchenden Phänomens sein. Im Vergleich dazu, werden beim Most-Different-Systems-Design (MDSD) die Fälle der Analyse so ausgewählt, dass sie sich in beinahe sämtlichen Faktoren unterscheiden und sich nur in einem Faktor ähneln. Daher muss jener Faktor auch die Ursache des zu erklärenden Phänomens sein. Das MDSD entspricht Mill's Methode der Übereinstimmung. In anderen Worten werden die Fälle beim MSSD so ausgewählt, dass Varianz nur auf der unabhängigen oder der abhängigen Variable möglich ist, nicht jedoch auf allen anderen Variablen (ceteris paribus Klausel). Beim MDSD herrscht Varianz auf sämtlichen Variablen, nur die Beziehung zwischen x und y wird bei den ausgewählten Fällen konstant gehalten.